# Чухнін Григорій Павлович
Григо́рій Па́влович Чухні́н (1848, Миколаїв — 28 червня 1906, Севастополь) — російський військово-морський діяч, віце-адмірал (6 квітня 1903 року), командувач Чорноморського флоту.

## Біографія
З дворян Херсонської губернії. Навчався в Олександрівському корпусі для малолітніх дворянських дітей у Царському Селі. У серпні 1858 року переведений до Морського кадетського корпусу, у квітні 1865 року отримав звання корабельного гардемарина. Після дворічного плавання на фрегаті «Світлана» в серпні 1867 року підвищений до мічмана та призначений на баштовий човен «Латник». 1 січня 1871 року підвищений до лейтенанта. З 1869 по 1876 роки служив на фрегаті «Князь Пожарський» та на корветі «Варяг». Добре малював, знав англійську мову, дуже любив садівництво.
Старший офіцер крейсера «Азія» (1878—1879), корвета «Аскольд» (1879—1882), кліпера «Гайдамак» (з 10 квітня 1882 року), фрегата «Генерал-адмірал» (1882—1886). Командир канонерського човна «Манчжур» (1886—1890), броненосця берегової оборони «Нє тронь мєня» (1892), крейсера I рангу «Пам'ять Азову» (1892—1896). Побував в Америці, у Копенгагені, ходив Середземниму морем.
Молодший флагман ескадри Тихого океану (1896, 1901—1902), командир Владивостоцького порту (20 жовтня 1896 — 1 квітня 1901 года). З 1 квітня 1901 року — молодший флагман ескадри Тихого океану.
З 1 липня 1902 року по 1904 рік був начальником Миколаївської морської академії та директором Морського кадетського корпусу.
2 квітня 1904 року призначений Головним командиром Чорноморського флоту та портів Чорного моря.
Відомо, що 15 листопада 1905 року Олександр Іванович Купрін став свідком жорстокого придушення Севастопольського повстання 1905 року на крейсері «Очаків» і навіть врятував від суду десятьох матросів. Подробиці побаченого він описав у нарисі «Події в Севастополі». Коли нарис, опублікований 1 грудня в петербурзькій газеті «Наше життя», був прочитаний у Севастополі, Чухнін наказав письменнику протягом трьох діб покинути севастопольське губернаторство. Купрін у цьому нарисі написав про Чухніна як про адмірала, «який колись входив в іноземні порти з повішеними матросами, які бовтались на ноці», але у зв'язку з чим була дана така характеристика Чухніну, знайти поки не вдалося.
27 січня 1906 року член бойової організації партії есерів Катерина Адольфівна Ізмайлович з'явилася в палаці Чухніна на прийом під виглядом прохачки та вистрелила в нього декілька разів з револьвера. Адмірал був поранений у плече та в живіт, але залишився живим.
19 лютого 1906 року з Петербурга прийшло найвище розпорядження вчинити з бунтівниками за законом. 3 березня 1906 року Чухнін затвердив смертний вирок П. П. Шмідту, кондуктору С. П. Частнику, матросам А. І. Гладкову та Н. Г. Антоненку.

## Вбивство
Невдалий замах на його життя змусив Чухніна оточити себе особливою охороною. Тим не менше, 28 червня 1906 року він був убитий на власній дачі «Голландія» невідомим бойовиком. Убивство було організовано керівником підпільної бойової організації партії есерів Савінковим Б. В.
У надрукованих у журналі «Каторга та заслання», № 5 (18) за 1925 рік спогадах «Як я вбив приборкувача Чорноморського флоту адмірала Чухніна» стверджується, що Чухніна вбив автор статті, матрос Чорноморського флоту Я. С. Акімов. Утім, якщо вірити цитатам з газети «Руське слово» від 13 липня (30 червня) 1906 року на сайті «Газетні старості», Акімова називали відразу: «Тіло адмірала Чухніна перевезено до палацу. У скоєнні злочину підозрюється матрос Акімов, помічник садівника дачи „Голландія“, який утік у момент події».
У статті Михайла Лезінського «Севастополь літературний» зазначається, що під псевдонімом «матроса Акімова» переховувалася людина, відома згодом як радянський письменник на морські теми Микола Нікандров (Шевцов) (1878—1964).
Похований у соборі Святого Володимира в Севастополі.